# Привольний (Можгинський район)
Приво́льний (рос. Привольный) — присілок в Можгинському районі Удмуртії, Росія.

## Населення
Населення — 1 особа (2010; 1 в 2002).
Національний склад станом на 2002 рік:
- удмурти — 100 %